# Buffalo (Wyoming)
Buffalo è una città della contea di Johnson, Wyoming, Stati Uniti. La popolazione era di 4.585 abitanti al censimento del 2010. È il capoluogo della contea di Johnson. Negli ultimi anni, la città è esplosa economicamente a causa della produzione di metano utilizzando il metodo di estrazione dal carbone nel bacino del Powder River e nelle aree circostanti. Anche se l'energia è una parte vitale della sua economia, l'agricoltura e il turismo sono altre due componenti principali. Buffalo è ai piedi delle Bighorn Mountains, quindi la ricreazione è a poca distanza. Molti allevatori generazionali gestiscono ancora bovini e ovini su terreni altamente produttivi.

## Geografia fisica
Secondo lo United States Census Bureau, ha un'area totale di 4,46 mi² (11,55 km²).

## Società

### Evoluzione demografica
Secondo il censimento del 2010, la popolazione era di 4.585 abitanti.

### Etnie e minoranze straniere
Secondo il censimento del 2010, la composizione etnica della città era formata dal 95,5% di bianchi, lo 0,3% di afroamericani, l'1,6% di nativi americani, lo 0,7% di asiatici, lo 0,0% di oceanici, lo 0,8% di altre razze, e l'1,2% di due o più etnie. Ispanici o latinos di qualunque razza erano il 3,5% della popolazione.